# Vidin
Vidin (in bulgaro Видин?) è un comune bulgaro situato nella regione di Vidin, della quale è il capoluogo di 85677 abitanti (dati 2009). La sede comunale è nella località omonima.
Nel 2012 è stato completato un ponte che la unisce con la città rumena di Calafat attraverso il Danubio.
Ha dato i natali, tra gli altri, allo scrittore Mihalaki Georgiev (1854-1916).

## Località
Il comune è formato dall'insieme delle seguenti località:
- Vidin (sede comunale)
- Akacievo
- Antimovo
- Bela Rada
- Botevo
- Bukovec
- Car Simeonovo
- Dinkovica
- Dolni Bošnjak
- Družba
- Dunavci
- Gajtanci
- General Marinovo
- Gomotarci
- Gradec
- Inovo
- Ivanovci
- Kalenik
- Kapitanovci
- Košava
- Kutovo
- Major Uzunovo
- Novoselci
- Pešakovo
- Plakuder
- Pokrajna
- Rupci
- Sinagovci
- Slana bara
- Slanotrăn
- Tărnjane
- Vojnica
- Vărtop
- Žeglica